# Carlos Tejas
Carlos Rodrigo Tejas Pastén (ur. 4 października 1971 w Iquique) – piłkarz chilijski grający na pozycji bramkarza.

## Kariera klubowa
Tejas rozpoczął piłkarską karierę w klubie Coquimbo Unido. W jego barwach zadebiutował w 1995 roku w lidze chilijskiej. W zespole tym grał do końca 1998 roku i wtedy też przeszedł do Santiago Morning. Tam z kolei występował do 2000 roku, a w 2001 wrócił do Coquimbo Unido. W 2003 roku został bramkarzem Cobreloa. Wywalczył z tym zespołem mistrzostwo Chile i wystąpił w rozgrywkach Copa Libertadores. W 2004 roku podpisał kontrakt z Deportes La Serena. Z kolei od 2007 roku Carlos broni barw drużyny CD O’Higgins.

## Kariera reprezentacyjna
W 1998 roku Tejas został powołany przez Nelsona Acostę do reprezentacji Chile na Mistrzostwa Świata we Francji. Tam był rezerwowym bramkarzem dla Nelsona Tapii i nie wystąpił w żadnym spotkaniu.